# Carrancas
Carrancas é um município brasileiro do estado de Minas Gerais. Sua população recenseada em 2022 era de 4 049 habitantes.

## Geografia
Conforme a classificação geográfica mais moderna (2017) do IBGE, Carrancas é um município da Região Geográfica Imediata de Lavras, na Região Geográfica Intermediária de Varginha.
No que diz respeito à circunscrição eclésiatica, a paróquia Nossa Senhora da Conceição pertence à Diocese de São João del-Rei.

## Turismo
Carrancas é um dos pólos turísticos em Minas Gerais. Possui uma grande variedade de Cachoeiras, Poços, Grutas e Serras. Foi eleita em 2008 pela Revista Encontro de Belo Horizonte, a 4ª (quarta) Maravilha de Minas Gerais. 
Atualmente vem sendo utilizada pela Rede Globo como cenário para várias novelas da emissora, por exemplo: O Fim do Mundo (1996), Alma Gêmea (2005), Paraíso (2009), Amor Eterno Amor (2012), Império (2014), Orgulho e Paixão (2018) e Espelho da Vida (2018).
Até o ano de 1996, havia um trem de passageiros de longa distância e de caráter regional da antiga RFFSA, conhecido como Trem Mineiro, que ligava os estados do Rio e de Minas e que tinha Carrancas como uma de suas paradas, onde muitos turistas desembarcavam aos finais de semana.
A nascente do Rio Capivari está na Serra das Carrancas, acoplado ao Complexo da Zilda (com cachoeiras, escorregador natural e gruta). Este complexo ecológico consta nas áreas prioritárias para conservação da Fundação Biodiversitas e está no ecótono Mata Atlântica/Cerrado. São aproximadamente 70 cachoeiras em Carrancas.

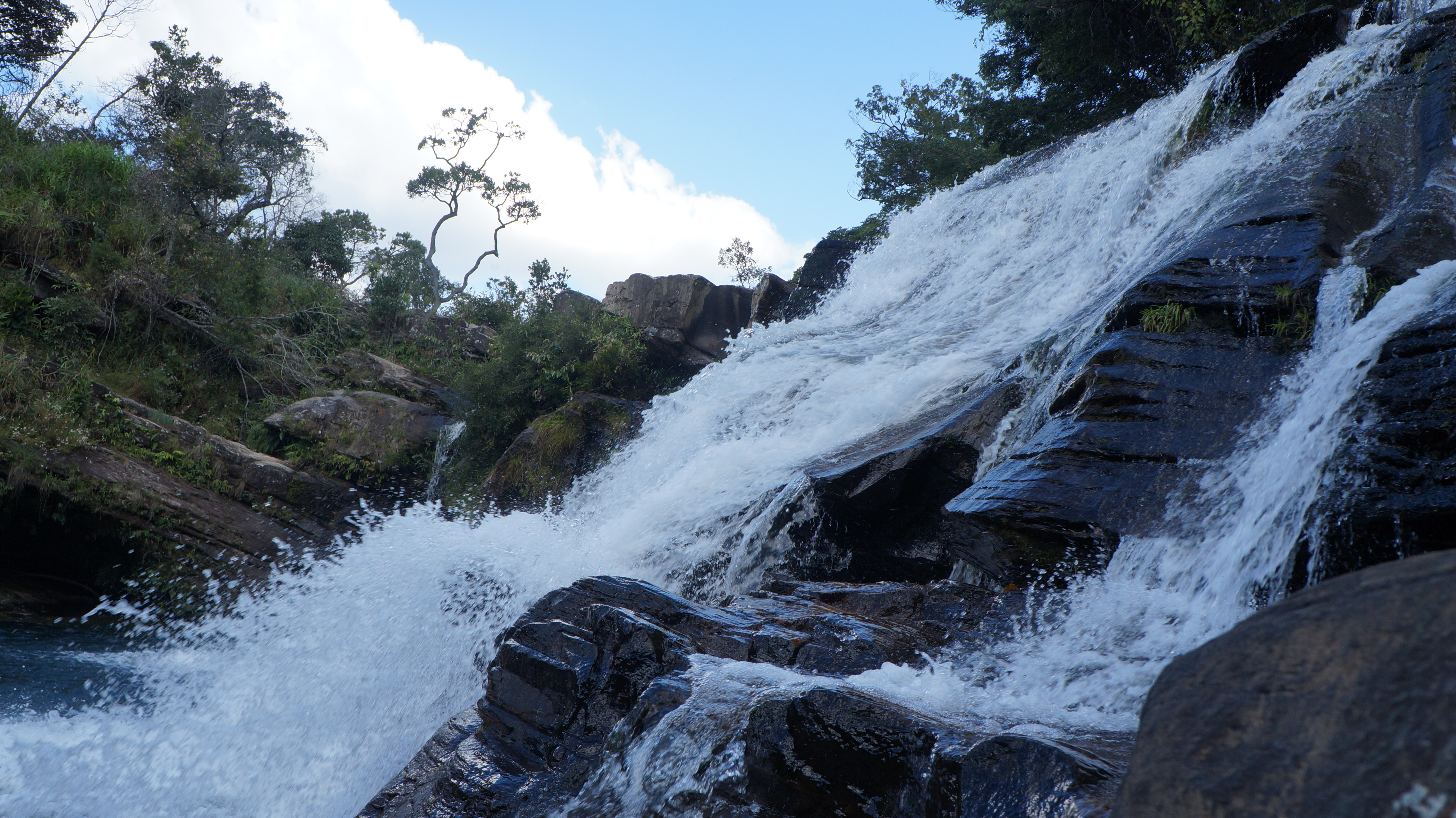
Complexo da Zilda

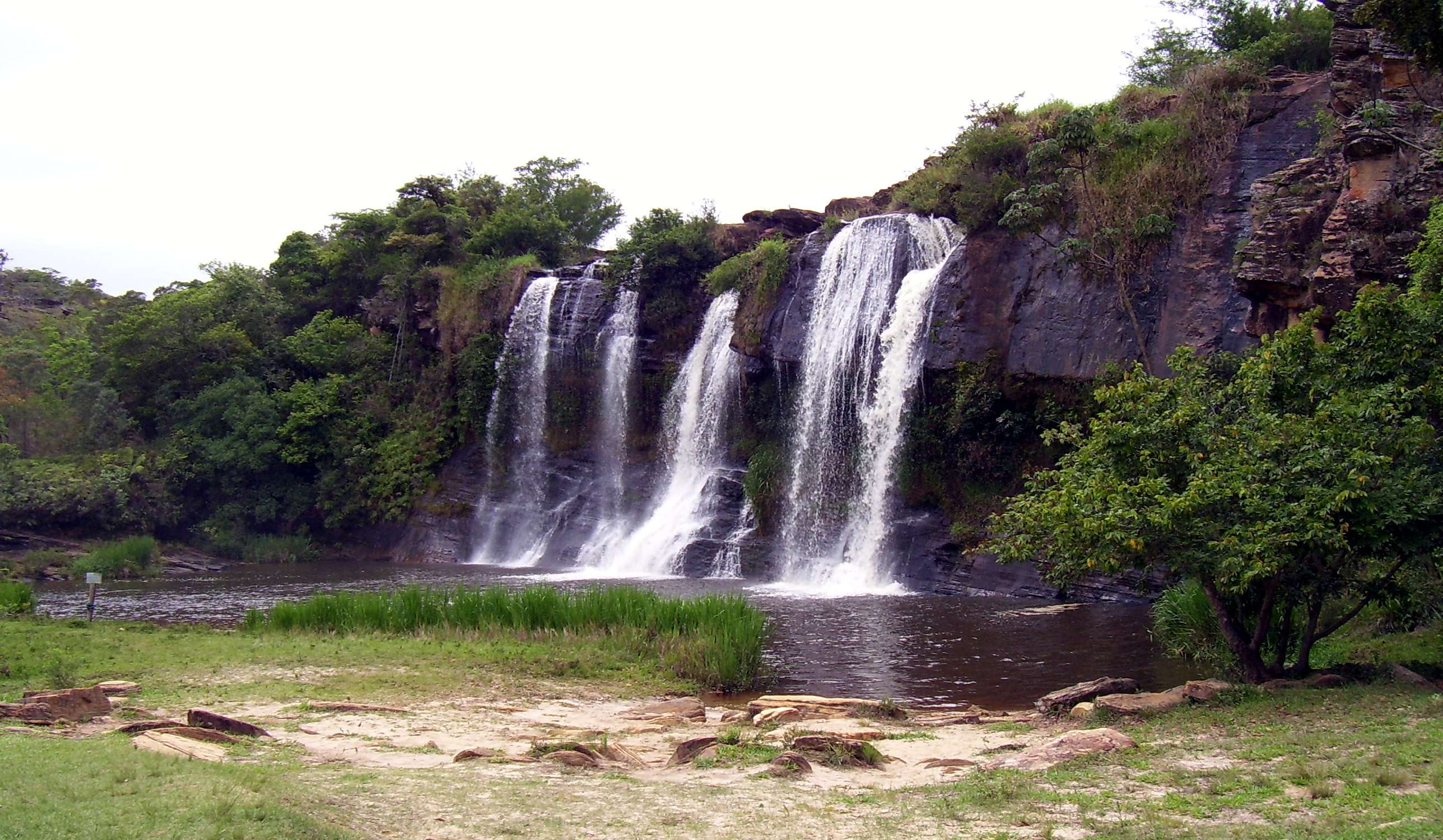
Cachoeira da Fumaça

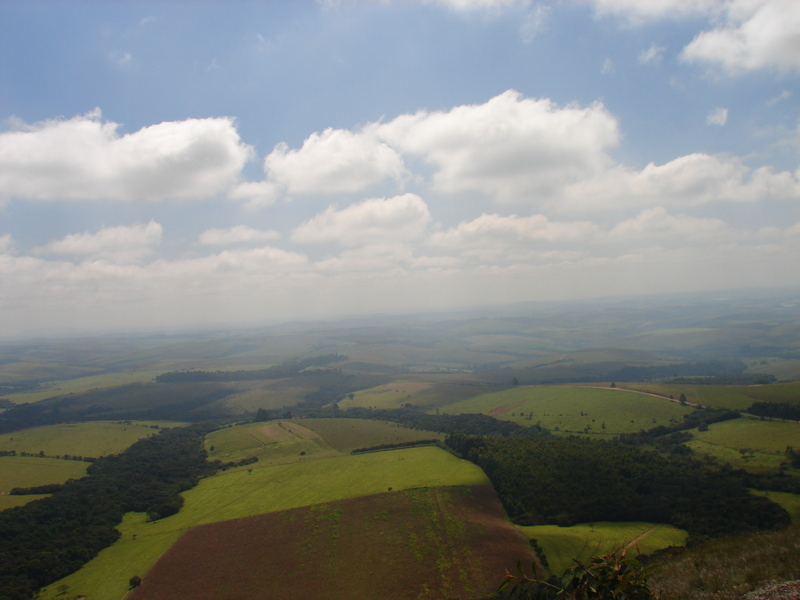
Mirante de Carrancas

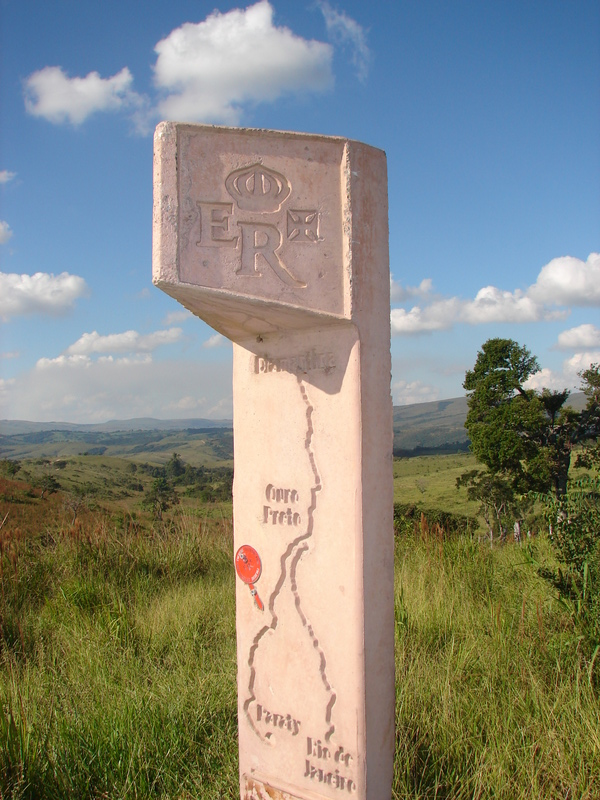
Estrada Real em Carrancas